# Jose Antonio Seligrat Bernal
José Antonio Seligrat Bernal, més conegut com a Toni Seligrat (Torrent, 20 octubre de 1968) és un entrenador de futbol valencià. Ha entrenat a equips com el CF Gandia, l'Olímpic de Xàtiva, el Lleida Esportiu, l'Huracán Valencia Club de Fútbol, el Club Esportiu Alcoià i el Centre d'Esports Sabadell Futbol Club. Actualment entrena al Club Gimnàstic de Tarragona.